# Chiesa di San Giovanni Battista (Vestenanova)
La chiesa di San Giovanni Battista è la parrocchiale di Bolca, frazione del comune di Vestenanova, in provincia e diocesi di Verona; fa parte del vicariato dell'Est Veronese, precisamente dell'Unità Pastorale Illasi - Tregnago - Vestene.

## Storia
Essendo Bolca (Bubulca cum Vulpiana) proprietà già dal X secolo di un convento di padri eremitani agostiniani dipendenti dall'abbazia di Calavena, si può ipotizzare l'esistenza di una cappella risalente a quell'epoca, ma attualmente non esistono dati certi.
Il primo edificio sacro documentato si trovava all'incirca nel luogo della chiesa attuale, che domina con la sua posizione vicina alla sommità del Monte Purga. In stile romanico campestre, aveva la facciata rivolta ad ovest, con quattro altari laterali e con il campanile, anch'esso romanico, di fronte ad essa, molto più basso rispetto all'attuale.

Nel 1529 è definita come rettoria, mentre nel 1664 si ampliò il luogo di culto allungandolo verso oriente.

Tra il 1859 e il 1860, sotto l'impulso del parroco, don Marco Antonio Cracco, nativo della contrada Cracchi, si costruì la chiesa attuale, nello stesso luogo, seppure con la facciata rivolta verso sud e molto più grande della precedente.

Nonostante l'improvvisa morte di don Cracco, precipitato dall'impalcatura interna della chiesa il 20 giugno 1860, il suo successore, don Antonio Roncari, portò a termine l'edificio, che fu inaugurato la seconda domenica di ottobre del 1860, solennità dell'Addolorata.
Don Roncari, che fu per 49 anni parroco di Bolca, completò la chiesa con il soffitto e il pavimento nel 1868, rinnovò i cinque altari della vecchia chiesa, aggiunse i banchi in noce e la luminaria artistica per le Quarantore.
Sarà don Mansueto Siviero, parroco dal 1909, a far decorare la chiesa al pittore Alessandro Zenatello, a far costruire le spalliere e il nuovo altare maggiore.
Con don Serafino Prà, parroco dal 1939 si edificò la cappella votiva in onore di san Giovanni Bosco e santa Teresa di Lisieux durante la Seconda guerra mondiale e la nuova sacrestia. Lo stesso sacerdote acquistò l'organo.

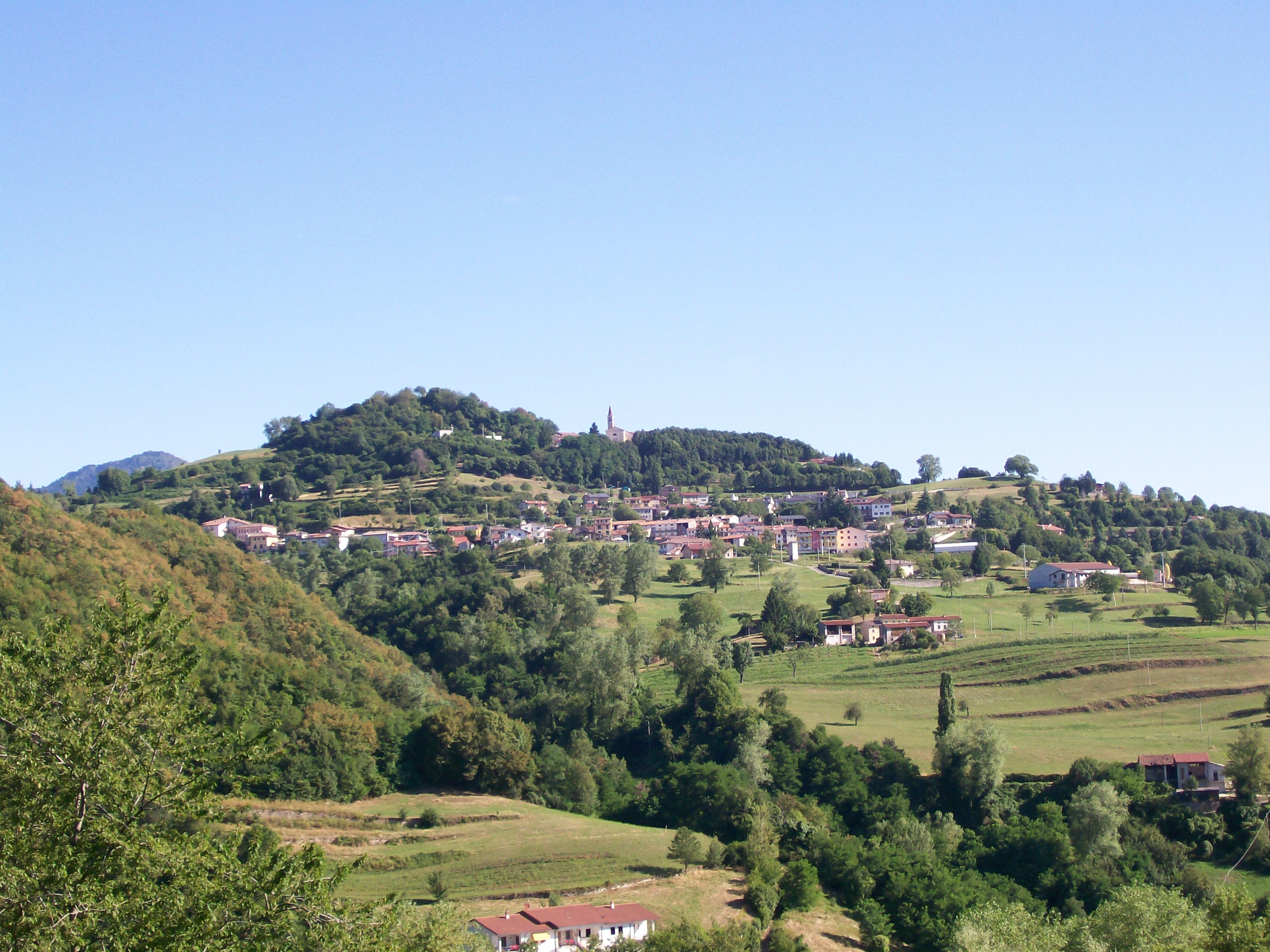
Veduta di Bolca. Si nota la chiesa parrocchiale, a destra rispetto alla sommità del Monte Purga.

## Descrizione

### La facciata
La facciata, in stile neoclassico, è a capanna, con due coppie di lesene di ordine dorico e il portale al centro, rettangolare, a cui si sale tramite tre scalini e sovrastato da una finestra a lunetta.

Chiude la facciata il timpano, privo di decorazioni, alla cui sommità è collocata una croce in ferro..

### Interno
Aula a navata unica, con quattro semicappelle laterali, due per lato e tra loro prospicienti, e coperta da una volta a botte ribassata. Al centro del soffitto vi è un dipinto con l' Assunzione della Madonna in cielo, all'interno di una cornice a stucco, opera di Alessandro Zenatello del 1926.
Sul lato sinistro troviamo l'altare della Madonna Addolorata, con paliotto in marmo policromo scolpito e intarsiato, con una statua dell'Addolorata, risalente al XIX secolo nella nicchia.
Questo altare deriva da quello eretto in onore di san Rocco dopo la peste del 1630, con autorizzazione del vescovo nel 1637 e costruzione nel 1638. Successivamente denominato "Altare dei Sette Dolori di Maria Vergine", fu rifatto in marmo nel 1709 a spese della Confraternita della Beata Vergine Maria del Rosario, mentre nel 1736 fu costituita la Confraternita della Beata Vergine Maria Addolorata.

Il secondo altare sul lato occidentale è dedicato alla Madonna della Misericordia, sempre in marmo policromo scolpito e con cartiglio che ricorda l'originaria dedicazione alla Beata Vergine Maria del Santo Rosario e l'anno 1608.

Nella nicchia è presente la statua della Madonna della Misericordia, mentre nella cornice si trovano quindici tondi di metallo dipinto con i misteri del Rosario, come richiesto dal vescovo di Verona Marco Giustiniani nella visita del 9 ottobre 1634.
Sul lato destro troviamo per primo l'altare di Sant'Antonio di Padova, in marmo policromo, scolpito e intarsiato, con cartiglio che indica la dedicazione del 1871, seppure lo stesso, nella sua forma originale, risalga alla fine del XVI secolo.
Nella nicchia si trova la statua lignea del santo portoghese con Gesù Bambino, mentre ai lati vi sono altre due statue, anch'esse lignee, raffiguranti San Rocco e Sant'Antonio Abate. L'altro altare del lato orientale, quello del Sacro Cuore di Gesù, sempre in marmo policromo scolpito e intarsiato, riporta un cartiglio indicante il 1869 e nella nicchia presenta la statua lignea dipinta del Sacro Cuore di Gesù.

Tra i due altari è collocato un pulpito ligneo, mentre sulle pareti dell'aula è dipinta la Via Crucis, opera del pittore Zenatello del 1926.
Vicino all'ingresso, a destra, c'è una nicchia dove in origine era collocato il fonte battesimale in pietra calcarea, oggi nei pressi del presbiterio
Il presbiterio è a pianta quadrata, sopraelevato di cinque gradini e di larghezza ridotta rispetto alla navata, nonché sovrastato da una cupola interamente decorata, con oculo circolare alla sommità e pennacchi su cui sono raffigurati i Quattro evangelisti, probabilmente sempre di Zenatello.

L'altare maggiore, piuttosto semplice nelle sue linee, dovrebbe risalire al XIX secolo, probabilmente contemporaneo della balaustra, rimossa dopo il Concilio Vaticano II e riutilizzata, con l'adeguamento liturgico degli anni Settanta, per l'altare rivolto verso i fedeli e per l'ambone.

Sulle pareti del presbiterio si trovano due dipinti di Zenatello del 1926: la Decapitazione di san Giovanni Battista a destra e il Battesimo di Gesù a sinistra.
Il presbiterio è chiuso dall'abside semicircolare con catino affrescato da Zenatello nel 1926 e raffigurante la Trasfigurazione del Signore.
Nella sacrestia, all'interno di una teca in vetro, si trova una statua della Vergine Maria vestita in seta bianca ricamata.

### La cappella dei Santi Teresa di Lisieux e Giovanni Bosco
Sul lato destro c'è un'apertura che collega l'aula con la cappella dei Santi Teresa di Lisieux e Giovanni Bosco, addossata alla navata e con facciata esterna arretrata rispetto a quella della chiesa.
L'altare, nella parte superiore, contiene la statua di San Giovanni Bosco con due fanciulli, mentre in quella inferiore, in una teca, si trova la statua in cera dipinta di Santa Teresa dopo la sua morte.
Una base processionale in legno intagliato, dipinto e dorato sorregge una Pietà, statua in legno intagliato e policroma, risalente al Novecento.

## Campanile e campane
Già la prima chiesa documentata aveva un campanile in stile romanico, collocato davanti alla facciata del tempio, in direzione della sommità del monte Purga.
L'attuale torre fu innalzata nel 1790 ed oggi è adiacente al lato sinistro del presbiterio.
La pianta del campanile è quadrata, con basamento rinforzato, mentre il suo aspetto è intonacato.

La cella campanaria ha una monofora con arco a tutto sesto per lato, mentre la copertura è a pigna, in laterizio, con cuspide in pietra locale, alla cui sommità è collocata una piccola croce in ferro.
Il concerto campanario collocato nella torre è il risultato della rifusione delle 5 campane, voluta da don Mansueto Siviero, le quali diventarono 6 campane in Reb3 montate alla veronese suonabili a doppio sistema (manuale ed elettrificato). 

Questi i dati del concerto:
1 – REb3 - diametro 1297 mm - peso 1257 kg - Fusa nel 1923 da Cavadini di Verona
2 - MIb3 - diametro 1158 mm - peso 867 kg - Fusa nel 1923 da Cavadini di Verona
3 – FA3 – diametro 1036 mm - peso 629 kg - Fusa nel 1923 da Cavadini di Verona
4 - SOLb3 - diametro 965 mm - peso 512 kg - Fusa nel 1923 da Cavadini di Verona
5 – LAb3 - diametro 857 mm - peso 363 kg - Fusa nel 1923 da Cavadini di Verona
6 – SIb3 - diametro 765 mm - peso 254 kg - Fusa nel 1923 da Cavadini di Verona.
Delle precedenti 5 campane 4 erano state fuse il 30 novembre 1826 da Giovanni Cavadini (che proseguì l’attività fusoria per conto proprio rispetto al padre e ai fratelli), collaudate dal suonatore di campane Luigi Gardoni.

Lo stesso andò a fare campanò a Bolca il 15 aprile 1827, scrivendo, nel suo Diario che un tal Mirco Mosca, di anni 20, perse il pollice della sua mano suonando la campana maggiore .